# Ulenhofcollege
Het Ulenhofcollege is een christelijke scholengemeenschap in Doetinchem in de Achterhoek. De school heeft ca. 1400 leerlingen en ca. 170 medewerkers. De vestiging is in Doetinchem, waar onderwijs wordt gegeven op de niveaus mavo, havo,  vwo en tvwo. Het gebouw is gelegen aan de Bizetlaan. Voor de brugklassers was er een apart gebouw beschikbaar aan de Mackaylaan. Echter is dit gebouw in 2010 tegen de vlakte gaan. In ruil daarvoor is bij het hoofdgebouw een apart stuk aangebouwd. 
Opmerkelijk voor het Ulenhofcollege is dat er binnen de vwo-afdeling kan worden gekozen voor tweetalig onderwijs, waarbij Engels de voertaal is in een groot deel van de lessen.
Ter gelegenheid van het vijftigjarig bestaan van de school in 2018 schreef geschiedenisdocent André Swijtink een boek over de rijke geschiedenis van het Ulenhofcollege: Mooi geweest. Ulenhofcollege 1968 - 2018.

## Bekende oud-leerlingen
- Thom van Campen (1990), politicus
- Reinout Douma (1974), pianist, componist, dirigent
- Anne-Wil Duthler (1967), politica
- Derk Jan Eppink (1958), politicus
- Cor Groenenberg (1968), kunstschilder
- Marieke Heebink (1962), actrice
- Gideon van Meijeren (1988), politicus
- Nick Muller (1992), journalist
- Alberto Radstake (1983), televisieproducent
- Peter van Zadelhoff (1972), journalist